# Corpo Nacional de Polícia (Espanha)
O Corpo Nacional de Polícia (em castelhano Cuerpo Nacional de Policía - CNP, também conhecida simplesmente como Polícia Nacional, Policía Nacional) é uma instituição policial de natureza civil e de caráter nacional, subordinada ao Ministério do Interior da Espanha. O CNP é o principal responsável pelo policiamento das áreas urbanas, enquanto o policiamento rural é geralmente da responsabilidade da Guarda Civil, a gendarmaria espanhola. Compete à Polícia Nacional assuntos relativos a investigação criminal, judicial, terrorismo e imigração.

## Histórico
O CNP tem a sua origem na Polícia Geral do Reino, organização criada pelo Decreto Real de 1824, de Fernando VII, com a finalidade de dotar as cidades espanholas de uma estrutura moderna de segurança.
Era dirigida por um magistrado denominado Superintendente Geral e atuava na cidade de Madrid através de comissariados distritais, localizados em áreas de importância determinadas pelo regulamento policial.
Nas províncias, a direção cabia aos intendentes provinciais, que se reportavam ao Intendente Geral; o seu território passou a ser dividido em subdelegacias. Essa organização influenciou a atual estrutura policial, na qual são mantidos os comissariados locais e provinciais.
No mesmo decreto real estava estabelecida a dupla função da polícia moderna, prevendo as atribuições de polícia judiciária e a de garantidora da segurança e bem estar da população através da execução dos serviços policiais pertinentes.
Durante o franquismo existiu uma força policial, o Corpo de Polícia Armada e de Tráfego, vulgo Polícia Armada, que além das funções de segurança de pessoas e bens, tinha como missão a repressão de movimentos oposicionistas e de motins
A Constituição espanhola de 1978 veio reafirmar a existência da antiga corporação, que perdeu a atribuição de força de repressão política, passando a denominá-la de Corpo Nacional de Polícia, com a missão básica de "proteger o exercício dos direitos e liberdades e garantir a segurança cidadã".
Com base nessa disposição constitucional foi promulgada em 13 de março de 1986 a Lei Orgânica das Forças e Corpos de Segurança, efetivando o CNP mediante a unificação dos antigos Corpo de Polícia Nacional (de polícia judiciária) e do Corpo Superior de Polícia (de polícia uniformizada).
Desse modo, uniu-se na mesma instituição corporações que realizavam funcões semelhantes ou complementares e procurou-se solucionar questões de coordenação e comando, tudo em prol do melhor aproveitamento do serviço.

## Áreas de atuação
Embora se constitua em uma polícia nacional, a sua atuação sofre certas limitações em decorrência de especificidades locais ou regionais. Nas comunidades autônomas, como a Catalunha, o País Basco e Navarra, os seus serviços passaram a ser desempenhados pelas políciais locais, Mossos d'Esquadra, Ertzaintza e Polícia Foral, respectivamente. Na Andaluzia, Aragão, Astúrias, Galiza e Comunidade Valenciana as unidades do Corpo Nacional de Polícia estão subordinas à dupla direção do seu próprio comando e dos governos locais.

## Competências do Corpo Nacional de Polícia

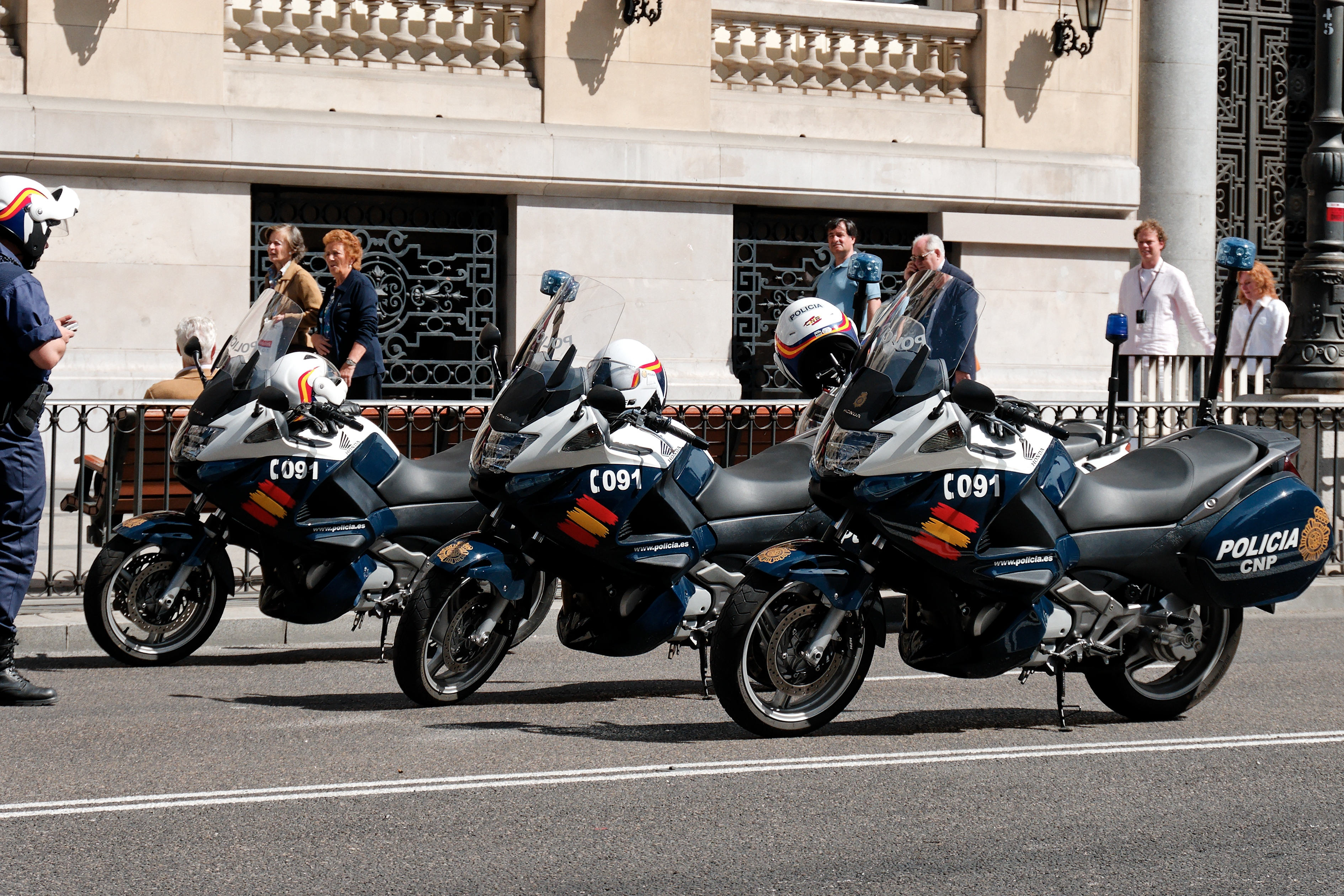
Motocicletas do CNP

Nos termos da Lei Orgânica nº 2, de 13 de março de 1986:
1. expedição do documento nacional de identidade e passaportes;
2. controle de ingresso e saída do território espanhol de nacionais e estrangeiros;
3. serviços relativos à legislação de estrangeiros, refúgio, asilo, expulsão, emigração e imigração;
4. vigilância e inspeção sobre os jogos, de acordo com a legislação;
5. investigação e repressão às drogas;
6. colaborar com as políciais de outros países de acordo com as leis e tratados internacionais;
7. controle dos serviços de vigilância privada;
8. investigar as infrações penais para descobrir os seus autores, recolher e resguardar provas dos delitos para apresentá-las à autoridade judiciária;
9. realizar perícias e elaborar laudos;
10. velar pelo cumprimento das leis, executando as ordens emanadas das autoridades no âmbito da sua competência;
11. auxiliar e proteger pessoas e bens que se encontrem em situação de perigo;
12. velar pela segurança e proteção das altas autoridades;
13. manter ou restabelecer a ordem e a segurança do cidadão;

## Estrutura

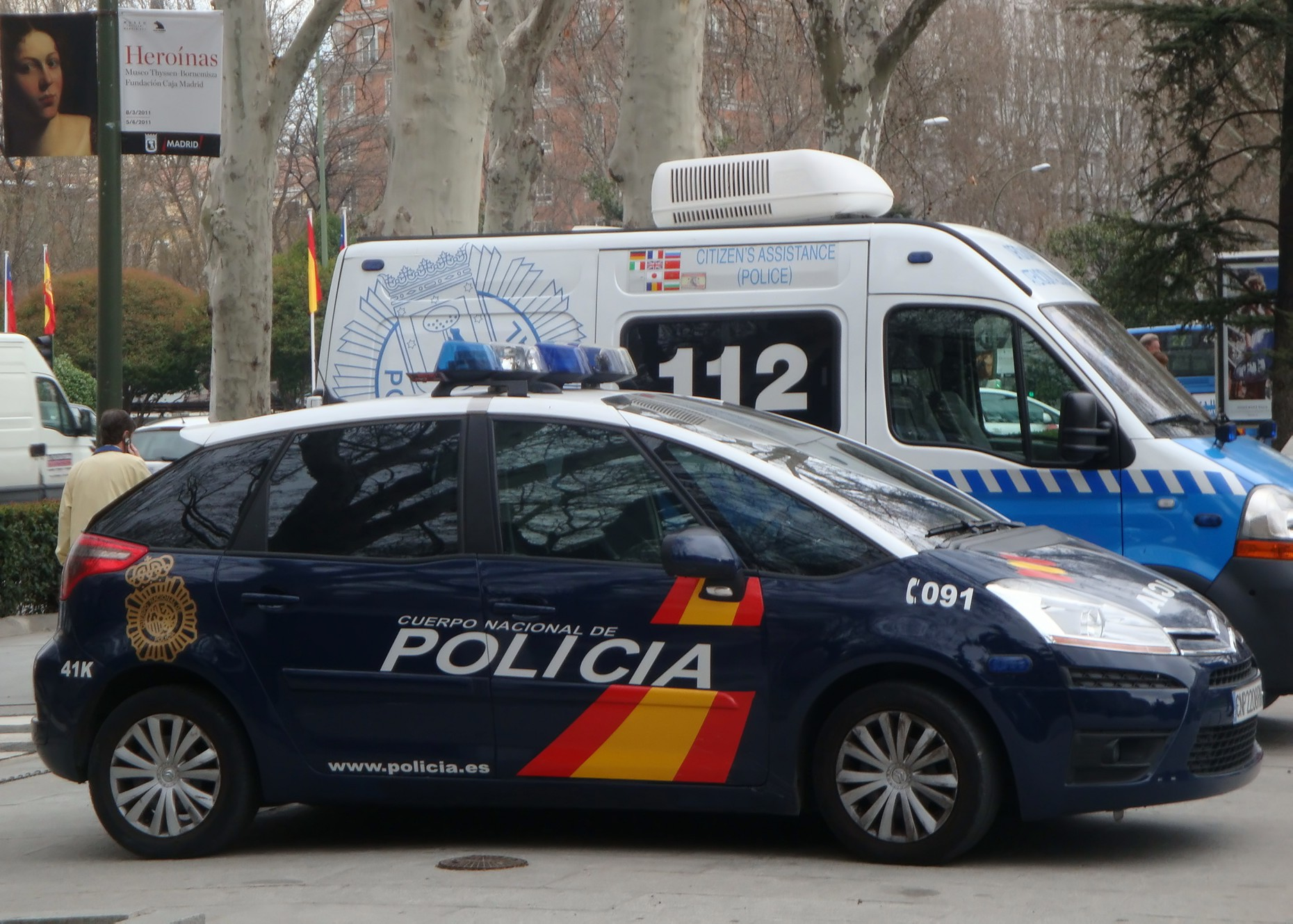
Viatura do CNP

- Diretor Geral do Corpo Nacional de Polícia

Direção, coordenação e supervisão dos órgão subordinados à Direção Geral, do opoio logístico, de planejamento e projetos, de informações, de relações externas, bem como o desempenho de outros encargos da sua competência.
- Direção Adjunta Operacional

Colaboração com o Diretor Geral na direção, coordenação e supervisão das unidades operacionais territoriais e supraterritoriais, bem como o acompanhamento dos resultados do desempenho.
- Comissariados Gerais

As atividades operacionais em nível de comando são realizadas pelos Comissariados Gerais, de Informação (busca e análise de dados), de Polícia Judiciária (investigação criminal), de Segurança Cidadã (proteção ao cidadão e polícia ostensiva), de Estrangeiros e Fronteiras (controle de estrangeiros e delinquência na área de fronteira) e de Polícia Científica (perícias em geral).
- Chefaturas Superiores de Polícia

Reproduzem as funções da Direção Geral do CNP mas em âmbito regional. São regiões policiais. São integradas por várias Brigadas: Brigada de Segurança Cidadã, Brigada de Polícia Judiciária, Brigada de Estrangeiros e Fronteiras, Brigada de Polícia Científica, Brigada de Informação.
- Comissariados Provinciais

Nas capitais das províncias.
- Comissariados locais

Nas áreas densamente povoadas
- Comissariados distritais

Em circuscrições policias
- Centros de cooperação policial e aduaneiro

Em área de fronteira para operar em estreita colaboração com o país vizinho.

## Hierarquia policial

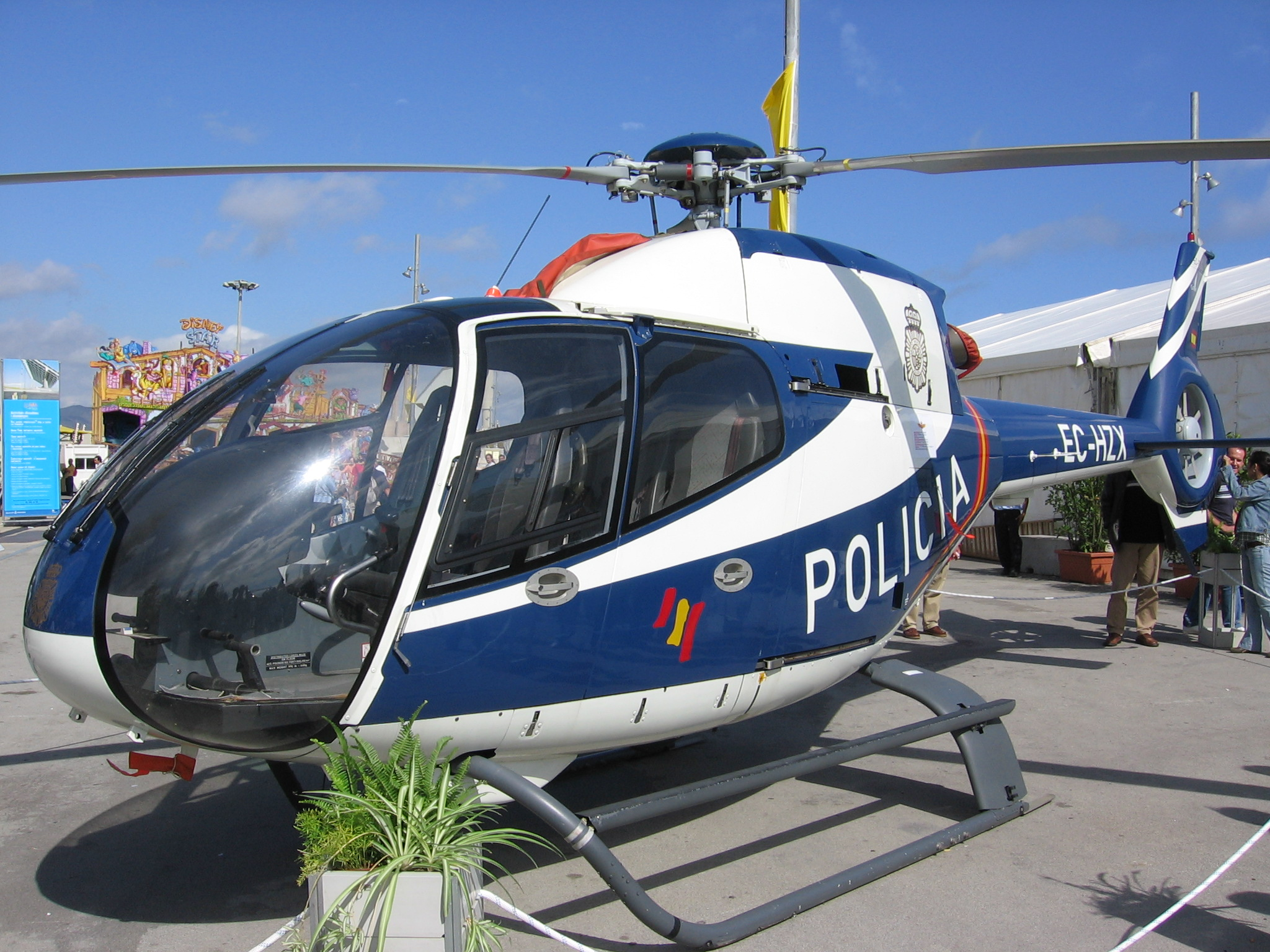
Helicóptero do Corpo Nacional de Polícia

- Categoria superior

Comissário principal
Comissário
- Categoria executiva

Inspetor-chefe
Inspetor
- Categoria subinspeção

Subinspetor de polícia
- Categoria básica

Oficial de polícia
Policial

## Operações policiais especiais
O Grupo Especial de Operaciones (GEO), ou Grupo Especial de Operações, conhecido popularmente como “los Geos”, é uma unidade do Corpo Nacional de Polícia, especializada em operações de alto risco. Têm participado de ações no Oriente para proteger cidadãos espanhóis e altas autoridades. Quando necessário,  poderão desempenhar missões de resgate de civis.
Subdividem-se nos  G.O.E.S. - Grupos Operativos Especiales de Seguridad, pequenos grupos formados com os mesmos objetivos, para ações em diversas partes do território nacional.